# Junkers G 31
Junkers G 31 – niemiecki samolot pasażerski firmy Junkers, będący powiększoną wersją modelu G 24.

## Historia
Trzysilnikowy model G 31 był rozwinięciem modelu G 24. Budowano go w kilku wersjach, wyposażonych w różne silniki. Dzięki swojej konstrukcji mógł być wykorzystywany do różnych celów: jako samolot pasażerski, sanitarny, transportowy, a nawet bombowy. W wersji pasażerskiej zabierał 15 – 16 pasażerów lub dysponował 10 kuszetkami w czasie nocnych lotów. W wersji sanitarnej oferował do 17 miejsc dla ciężko i lekko rannych oraz miejsce dla sanitariusza. W wersji transportowej mógł przewozić nawet zwierzęta gospodarskie w drewnianych boksach (udźwig do 3200 kg).
Loty pasażerskie realizowała załoga składająca się z dwóch pilotów (w kokpicie z podwójnymi sterami), technika pokładowego oraz radiotelegrafistę. Od 1928 przewidziano udział stewarda (co było nowością pod koniec lat 20.), który dbał o pasażerów. Kabina pasażerska była podzielona na trzy części i – jak na ówczesne czasy – komfortowo wyposażona (oświetlenie, ogrzewanie, toaleta, radio itp.)
Początkowo kabina pilotów była otwarta, ale od egzemplarza nr 3002, który wszedł na służbę w Lufthansie w lutym 1928, montowano zamknięte, oszklone kabiny dla pilotów. Kolejny egzemplarz o numerze 3003 rozpoczął loty 24 maja 1928 i był tysięcznym samolotem wyprodukowanym w wytwórni Hugo Junkersa.
Junkers G 31 był używany w Niemczech, Austrii, Australii oraz Nowej Gwinei, w okresie międzywojennym będącej pod administracją australijską. W służbie niemieckiego przewoźnika był wykorzystywany na liniach Berlin – Londyn, Hamburg – Londyn, Berlin – Królewiec, Berlin – Malmö, Berlin – Wiedeń. Austriackie linie lotnicze Österreichische Luftverkehrs AG (obecnie Austrian Airlines) korzystały z Junkersa G 31 na linii Berlin – Hamburg.
Na II Międzynarodowym Mityngu Lotniczym w 1927 w Dübendorfie pilot fabryczny Junkersa Waldemar Röder wygrał zawody w przelocie nad Alpami, na wysokości 4 tysięcy metrów. Jedyny wypadek lotniczy z udziałem Junkersa G 31 miał miejsce 11 grudnia 1928. Doszło wówczas do katastrofy egzemplarza D-1473 (nr fabryczny 3005) podczas awaryjnego lądowania w Letzlingen koło Stendal w Niemczech. Pasażerom udało się uratować z płonącego samolotu, jednak załoga razem z pilotem Gustavem Dörrem zginęła.

## Junkers G 31 w Nowej Gwinei
W latach 30. samoloty Junkers G 31 były używane w Nowej Gwinei, wówczas terytorium mandatowym Australii, do transportu sprzętu potrzebnego w kopalniach złota. Loty te wykonywała miejscowa linia lotnicza Guinea Airways. Uważa się, iż w ówczesnym czasie były to jedne z największych przewoźników transportowych na świecie. Obsługiwały kopalnie złota, dowożąc sprzęt i potrzebne towary; ze względu na praktycznie całkowity brak dróg kołowych transport drogą powietrzną był jedynym możliwym rozwiązaniem. Junkersami G 31 można było nawet przewozić małe samochody, jak np. przedstawionego na zdjęciu Austina Seven.
Zbudowane z metalu junkersy G 31 sprawdzały się w wilgotnym klimacie wyspy i były podstawą floty transportowej Guinea Airways. Wykorzystywano cztery egzemplarze G 31, z czego trzy (VH-UOU c/n 3011; VH-UOV c/n 3012; VH-URQ c/n 3000) należały do przedsiębiorstwa wydobywczego Bulolo Gold Dredging Co. i były używane przez Guinea Airways. W porównaniu ze zwykłymi junkersami zostały specjalnie przebudowane tak, by umożliwić załadunek towarów przez górną część kadłuba. Zamontowano w nich silniki Pratt & Whitney Hornet. Służyły na terenie Nowej Gwinei do 1942, gdy zostały zniszczone w czasie II wojny światowej.

## Wersje

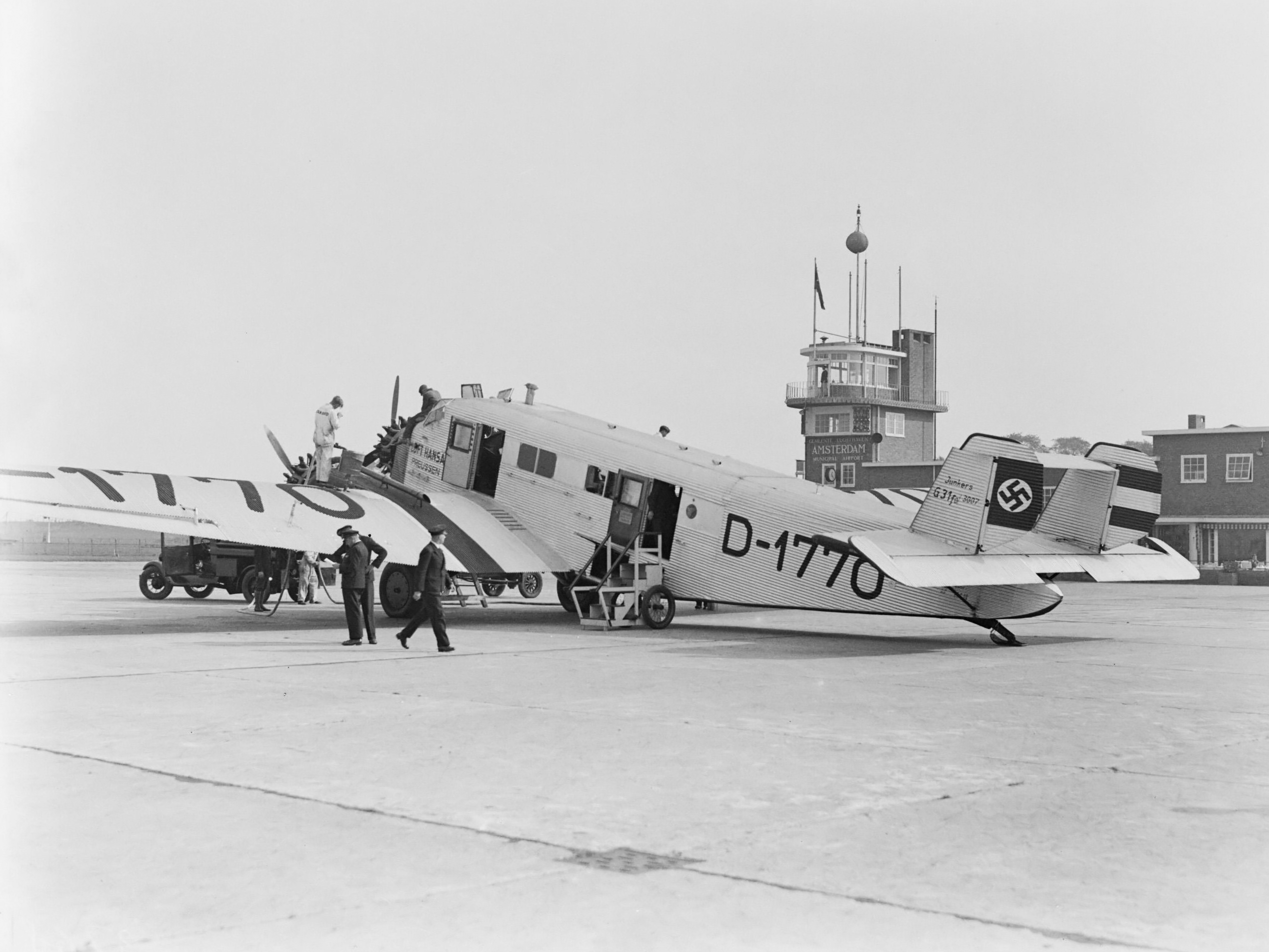
Junkers G 31 o numerze 3007 w Amsterdamie w 1933 roku

Prototyp oblatany 3 września 1926 roku nosił numer fabryczny 3000 (oznaczenie D-1073 i był wyposażony w trzy silniki Junkers L 5). Potem stosowano silniki BMW VI. Łącznie wypuszczono następujące serie:
- G 31 ce: egzemplarz o nr. fabrycznym 3001 (D-1137), używany przez Lufthansę[6];
- G 31 de: w tym egz. nr 3002 (D-1310 „Hermann Köhl”); nr 3003 (A 46 „Österreich”). Wyposażono je w silniki Gnôme-Rhône Jupiter VI. Do serii tej zaliczano też egzemplarz o numerze fabrycznym 3004 (D-1427 „Deutschland”);
- G 31 fi: egz. o nr. fabr. 3005 (D-1473 „Rheinland”) z silnikami Siemens;
- G 31 fo: egz. o nr. fabrycznym 3006 (D-1523 „Nordmark”); egz. o nr. fabr. 3007 (D-1770 „Preußen”); egz. o nr. fabr. 3008 (D-1722 „Brandenburg”); egz. o nr. fabr. 3009 (D-1786 „Westmark”) z silnikami BMW Hornet;
- G 31 ho: ze środkowym silnikiem Pratt & Whitney Hornet;
- G 31 go: ta seria odpowiadała serii G 31 fo, ale była przystosowana do potrzeb transportu w Nowej Gwinei. Składały się na nią egzemplarze nr 3010, 3011 i 3012.